# فلسفة اللسانيات
فلسفة اللسانيات هي فلسفة العلوم المطبقة على اللسانيات. ثم يتم تمييزها عن فلسفة اللغة التي تتناول مسائل المعنى والمرجع. تهتم فلسفة اللسانيات بموضوعات مثل ماهية الموضوع والأهداف النظرية للسانيات، والشكل الذي يجب أن تتخذه النظريات في اللسانيات، وما يمكن اعتباره بيانات في البحث اللغوي.